# Scelolophia nycteis
Scelolophia nycteis är en fjärilsart som beskrevs av Druce 1892. Scelolophia nycteis ingår i släktet Scelolophia och familjen mätare. Inga underarter finns listade.